# Джандзякоу
Джандзякоу е град в провинция Хъбей, Североизточен Китай. Административният метрополен район който включва и града е с население от 4 345 485 жители, а в градската част има 473 193 жители (2010 г.). Общата площ на административния метрополен район е 36 829 кв. км, а градската част е с площ от 254 кв. км. Намира се в часова зона UTC+9 на 716 м н.в. МПС кодът е 冀G. Средната годишна температура е около 9 градуса.